# Купа на Съветската армия 1986/87
Тази страница представя турнира за Купа на Съветската армия, проведен през сезон 1986/87. Победителят получава право на участие в турнира за Купата на УЕФА за следващия сезон.

## 1/4 финали
За този и предишните кръгове не разполагаме с резултатите.

## Полуфинали
| Спартак (Плевен) | 3:1 прод. | Черноморец (Бургас) |
| Марица (Пловдив) | 0:3       | Витоша (София)      |

## Финал
| Национален стадион „Васил Левски“, гр. София |     |                  |
| Витоша (София)                               | 3:2 | Спартак (Плевен) |

Голмайстори:
- Ст. Василев, Илиев и Сираков – за „Витоша“;
- Ковачев и Тодоров – за „Спартак“.